# John Lachlan Cope
John Lachlan Cope, né en  1893 à Londres et mort en novembre 1947, est un physicien-biologiste, médecin et explorateur britannique. 
Chef de l'expédition John Lachlan Cope (ou British Imperial Expedition) (1920-1922) en Antarctique,, il a fait partie de l'expédition Endurance en tant que physicien et biologiste.

## Biographie
Médecin de l'expédition Shackelton de 1914-1917, il devient en 1920 le chef de la British Imperial Expedition qui doit entreprendre un raid au-dessus de la terre de Graham avec douze avions. Cope ne parvient pas à organiser ce périple mais décide de se rendre malgré tout en terre de Graham pour y continuer les travaux de topographie d'Otto Nordenskjöld. 
Déposé par une baleinière norvégienne, avec un géologue, Thomas Bagshawe (1901-1976) et un géomètre, Maxime Charles Lester (1891-1957) au sud de la baie Andvord (12 janvier 1921), les explorateurs s'installent dans une baie qu'ils nomment Waterboat Point en raison d'une épave de bateau-citerne qu'ils y découvrent. Ils construisent alors un abri et tentent en vain de traverser la terre de Graham. Cope décide alors de gagner le Chili et promet à ses compagnons de les rejoindre l'année suivante. Il embarque ainsi en février sur un navire norvégien mais ne reviendra jamais. Les deux hommes seront récupérés le 13 janvier 1922 dans un état miséreux.